# 2 A. M. in the Subway
2 A. M. in the Subway er en amerikansk stumfilm fra 1905.